# Нікола Сєклоча
Нікола Сєклоча (чорн. Nikola Sjekloća; 10 липня 1978, Ниш, Югославія) — чорногорський професійний боксер, що виступав за збірну Союзної Республіки Югославія, призер чемпіонатів світу та Європи серед аматорів.

## Аматорська кар'єра
На чемпіонаті Європи 2000 в категорії до 71 кг Нікола Сєклоча переміг лише одного суперника в чвертьфіналі, програвши в півфіналі росіянину Андрію Мішину, і отримав бронзову медаль.
На чемпіонаті світу 2001 в категорії до 75 кг Нікола Сєклоча теж переміг одного суперника, а в 1/8 фіналу програв Йорданісу Деспан (Куба).
На чемпіонаті Європи 2002 в категорії до 75 кг Нікола Сєклоча знов переміг лише одного суперника в 1/16 фіналу, а в 1/8 програв Лучіану Буте (Румунія).
На чемпіонаті світу 2003 Сєклоча завоював бронзову нагороду, поступившись в півфіналі українцю Олегу Машкіну — 18-21.
На чемпіонаті Європи 2004 Сєклоча здобув дві перемоги, а в чвертьфіналі програв Енді Лі (Ірландія) — 20-28 і не потрапив на Олімпійські ігри 2004.
Нікола Сєклоча взяв участь в чемпіонаті світу 2005, але програв в першому бою Геннадію Головкіну (Казахстан), після чого вирішив перейти в професійний бокс.

## Професіональна кар'єра
Протягом 2006—2012 років Сєклоча провів 25 переможних боїв, але 16 лютого 2013 року зазнав першої невдачі в бою з майбутнім чемпіоном WBC в другій середній вазі представником Австралії Сакіо Біка. Тим не менше, 3 травня 2014 року Сєклоча отримав титульний бій проти чемпіона WBO в другій середній вазі Артура Абрахама (Німеччина) і програв одностайним рішенням суддів.
В подальшій кар'єрі Ніколи Сєклочі перемоги чергувалися з поразками.